# Sonia Sales
Sonia Sales (Rio de Janeiro, 10 de agosto de 1951) é uma escritora brasileira, poeta, autora de ensaios e livros infantis.
É membro titular da Academia Carioca de Letras, da Academia Luso Brasileira de Letras, do Instituto Histórico e Geográfico de São Paulo, da Sociedade Eça de Queiroz - Rio, do PEN Clube do Brasil e Membro Correspondente do Instituto Histórico e Geográfico de Alagoas e do Instituto Arqueológico Histórico e Geográfico Pernambucano.

## Biografia
Sonia da Conceição Sales é carioca, mas também paulistana, tendo se transferido para São Paulo em 1981.
Filha de Paulina B. Sales e José Luiz Sales. Estudou Psicologia e Arte e fez diversos cursos de extensão em países da Europa.
Estudo Filosofia Oriental na PUCRJ, Cultura Oriental, na USP, e Cultura Japonesa com Lumi Toyoda, em São Paulo. Tem se dedicado ao estudo da porcelana e cerâmica chinesas e iniciou estudos do idioma chinês com Nancy Sun.
O seu primeiro livro de poemas, “A Chama Breve”, foi lançado em 1996, e desde então vem publicando livros e ensaios. É autora do Prefácio do “Dicionário Comparado dos ditos populares, expressões e provérbios brasileiros e chineses”, de Lin Chang Chau e Li Miao Na. Tem 18 livros publicados e participa de antologias em Portugal, Espanha, USA e Brasil.
Em 2004 foi eleita para a Academia Carioca de Letras, ocupando a cadeira de número 4, sucedendo ao Acadêmico Marcos Almir Madeira, e em 2008  para o Instituto Histórico e Geográfico de São Paulo e para a Sociedade Eça de Queiroz – Rio e o PEN Clube do Brasil em 2009. Em 2010 entrou como Sócio Correspondente para o Instituto Arqueológico Histórico e Geográfico Pernambucano, e para a Academia Luso Brasileira de Letras.

## Obras
- A Chama Breve – Poesia, 1996
- Da Essência ao Divino – Poesia, 1996
- Ouvindo o Silêncio - Poesia, 1998 (português, inglês e espanhol)
- Mar, Começo do Céu – Poesia, 1998 (português e chinês)
- Girassóis Maduros – Poesia, 2003 (português, inglês e espanhol)
- Da Rússia com Amor – Poesia, 2003 (português e russo)
- A Montanha e o Vento – 100 Haikais – Poesia, 2004
- Reflexões sobre Eça de Queiroz – Ensaios, 2004
- O Segredo das Ervas Medicinais – aventura infanto-juvenil, 2006
- A Filha de Tupac – Amaru – aventura infanto-juvenil, 2006
- Os Dedos da Morte – Poesia, 2006
- 50 Poemas Escolhidos pelo Autor – Poesia, 2007
- Fragmentos do Tempo – artigos e crônicas, 2009
- Sol Desativado – Poesia, 2009
- A Emoção de ser Carioca - João do Rio, Ensaio, 2009
- O Menino de Massangana - Joaquim Nabuco- Biografia - Prefácio de Leonardo Dantas Silva - Edições Galo Branco, 2010
- Eça e o País do Meio - Ensaio - Edições Peneluc, 2010
- D. Pedro II e seus Amigos Judeus - Editora Kelps - Goiás , 2011
- Eça - O Gênio, O Homem, Um Grande Amor. Editora Kelps - Goiás 2012.
- A China que eu vi- História - Editora Kelps - Goiás.2013
- Um País Mágico - China - -Editora Kelps - Goiás 2014
- Cecília Meireles - Ensaio - CHP - 2016
- Os Judeus na China -  Uma História Milenar - Ensaio - 2017

## Homenagens e prêmios
Em 2001 recebeu o certificado “Editor’s Choice Award of Poetry”; em 2007 seu livro de poemas “Os Dedos da Morte” recebeu o Prêmio Menotti Del Picchia da União Brasileira de Escritores – UBE – Rio de Janeiro; no mesmo ano foi eleita para o PEN Clube do Brasil, e em 2008 o livro “50 Poemas Escolhidos pelo Autor” recebeu o Prêmio Pedro Paulo Moreira, para antologia, concedido pela UBE – Rio de Janeiro. 
Em 2010 o livro "O Menino de Massangana" biografia de Joaquim Nabuco conquistou o Prêmio da Academia Carioca de Letras e foi escolhido um dos livros de Ouro da Academia de Estudos e pesquisas literárias. Em 2012 recebeu o Prêmio Pedro Paulo Moreira com o livro D. Pedro II e seus Amigos Judeus, em 2013 recebeu da UBE o Prêmio pelo conjunto da obra em História, Prêmio Historiador Vieira dos Santos. Em 2014 foi agraciada com o Prêmio Rocha Pombo em História pela UBE e em 2015 recebeu o maior prêmio da União Brasileira de Escritores, Prêmio Rosa de Píndaro coroando a sua carreira de escritor.  Recebeu também a medalha  de recompensa à Mulher na Maçonaria Fluminense. Em 2011 foi agraciada pela ALAP com a Medalha de Mérito Cultural "Acadêmico Austregésilo de Athayde".
Sonia Sales tem 21 livros publicados, é Membro Titular da Academia Carioca de Letras, da Academia Luso-Brasileira de Letras e do Instituto Histórico e Geográfico de São Paulo. Membro Correspondente do Instituto Histórico e Geográfico de Alagoas e do Instituto Arqueológico Histórico e Geográfico Pernambucano.
Fontes : União Brasileira de Escritores - UBE, REBRA. O currículo completo está publicado no mais ercente livro de Sonia Sales - "Um País Mágico - China". 